# 이다현 (씨름 선수)
이다현(1992년 6월 8일 ~ )은 대한민국의 씨름 선수다.

## 이력
2020년도에 단 한 번도 패하지 않으며 전관왕을 차지했다.
2023년도에는 총 10관왕을 달성했으며, 최우수선수상을 수상받았다.
2023년 9월 추석장사씨름대회에서 통산 20번째 무궁화장사에 등극했다.
2024년 설날장사씨름대회에서 무궁화급에서 우승하였다.

## 수상
- 2023년 대한씨름협회 여자장사씨름대회부문 최우수선수